# Brian Walton
Brian Clifford Walton (Ottawa, 18 dicembre 1965) è un ex ciclista su strada e pistard canadese, professionista dal 1989 al 2000.

## Palmarès

### Olimpiadi
- 1 medaglia:
  - 1 argento (Atlanta 1996 nella corsa a punti)

## Piazzamenti

### Grandi giri
- Giro d'Italia

1992: 166º

### Classiche monumento
- Liegi-Bastogne-Liegi

1990: 118º